# Nesoryzomys
Nesoryzomys is een geslacht van zoogdieren uit de familie van de Cricetidae. De wetenschappelijke naam van het geslacht werd in 1904 gepubliceerd door Heller.

## Soorten
Er worden 5 soorten in dit geslacht geplaatst:
- Nesoryzomys darwini Osgood, 1929
- Nesoryzomys fernandinae Hutterer & Hirsch, 1980
- Nesoryzomys indefessus (O. Thomas, 1899)
- Nesoryzomys narboroughi E. Heller, 1904
- Nesoryzomys swarthi Orr, 1938

Aegialomys · Amphinectomys · Casiomys · Cerradomys · Drymoreomys · Eremoryzomys · Euryoryzomys · Handleyomys · Holochilus · Hylaeamys · Lundomys · Megalomys · Megaoryzomys · Melanomys · Microakodontomys · Microryzomys · Mindomys · Neacomys · Nectomys · Nephelomys · Nesoryzomys · Noronhomys · Oecomys · Oligoryzomys · Oreoryzomys · Oryzomys · Pattonimus · Pennatomys † · Pseudoryzomys · Scolomys · Sigmodontomys · Sooretamys · Tanyuromys · Transandinomys · Zygodontomys